# Busch Gardens Tampa
Busch Gardens Tampa (ex Busch Gardens Africa) è un parco divertimenti a tema africano del XIX secolo di 136 ettari sito a Tampa in Florida (USA). Ha aperto il 31 marzo del 1959 come una struttura gratuita di ospitalità per la Anheuser-Busch di Tampa, in cui oltre ai vari assaggi di diverse tipologie di birra offrica un giardino per uccelli e un ascensore che portava al tetto della fabbrica di birra.
Il Busch Gardens ha continuato a crescere, e nel 1965, aprì le pianure del Serengeti (29 ettari), dove iniziarono a vivere liberamente animali di origine africana.
Il Busch Gardens ha poi iniziato a far pagare un ingresso quando sono state costruite strutture di intrattenimento come le montagne russe.
Attualmente il Busch Gardens competer con altri parchi in Florida.
Il parco è gestito dal SeaWorld Parks & Entertainment, in maggioranza di proprietà della private equity Blackstone Group.
Busch Gardens oggi è riconosciuto dalla Association of Zoos and Aquariums, in sigla AZA (Associazione zoo ed acquari).
Nel 2011 il parco ha ospitato 4,3 milioni di persone, piazzandosi nei primi 20 parchi a tema visitati negli Stati Uniti e nei primi 25 al mondo. Busch Gardens Tampa è aperto tutti i giorni dalle 10:00 a.m. alle 6:00 p.m., tranne il venerdì e la domenica dalle 10:00 a.m. alle 9:00 p.m. e il sabato dalle 10:00 alle 10:00 p.m.

## Aree a tema
- Marocco
- Bird gardens
- Stanleyville
- Congo
- Jungala
- Pantopia
- Nairobi
- Crown Colony Plaza
- Egitto

## Esposizione di animali

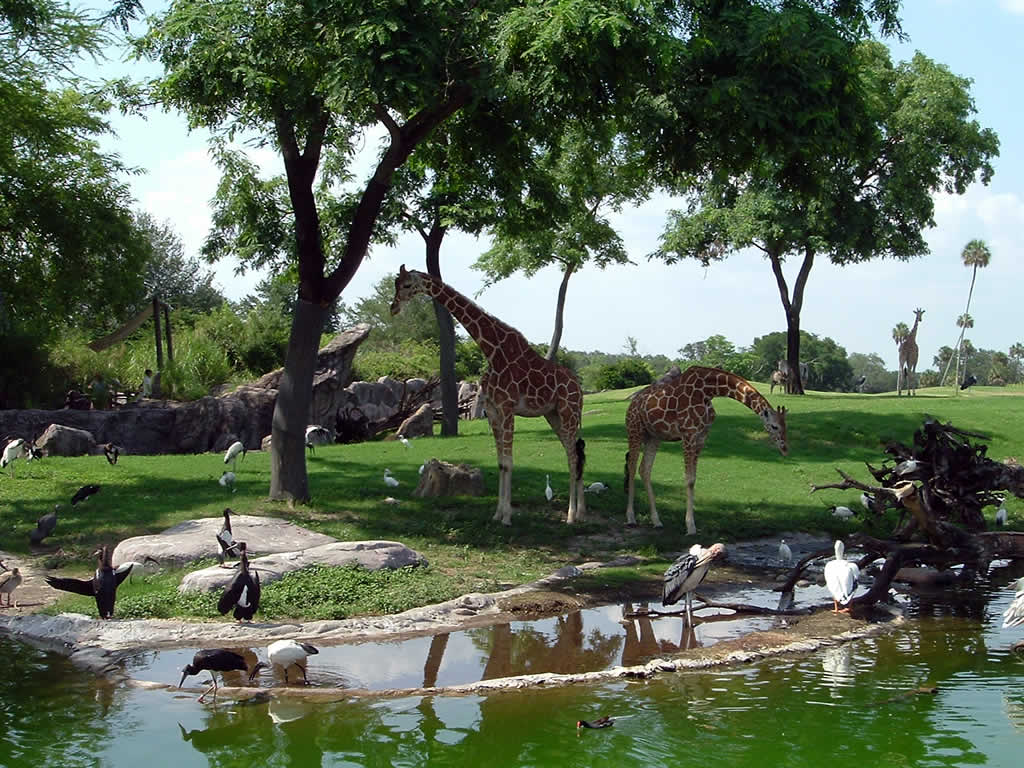
Giraffe in "Ai confini dell'Africa"

- La corsa del ghepardo
- La pianura del Serengeti
- La riserva Myombe
- Ai confini dell'Africa
- Avamposto Orango
- Il luogo e il sentiero della tigre
- Kulu Canopy
- Jumbo junction
- Walkabout way
- Curiosity cavern
- Elefanti
- Avventure asiatiche